# Sounds Like a Melody
Sounds Like a Melody è un singolo del gruppo musicale tedesco Alphaville, pubblicato nel 1984 ed estratto dall'album Forever Young.
Il brano è stato scritto da Bernhard Lloyd, Marian Gold e Frank Mertens.
In Italia raggiunse le prime 10 posizioni nel corso del 1984, arrivando alla prima nelle settimane dal 27 ottobre al 10 novembre.

## Tracce
7" Singolo
1. Sounds Like a Melody – 4:29
2. The Nelson Highrise Sector One: the Elevator – 3:14

12" Maxi
1. Sounds Like a Melody (Special Long Version) – 7:42
2. The Nelson Highrise Sector One: the Elevator – 4:12